# انترپرایس، شهرستان لیک، کالیفرنیا
انترپرایس (به انگلیسی: Enterprise) یک منطقهٔ مسکونی در ایالات متحده آمریکا است که در شهرستان لیک، کالیفرنیا واقع شده‌است. انترپرایس ۸۵۳ متر بالاتر از سطح دریا واقع شده‌است.